# FC Stade Lausanne Ouchy
Az  FC Stade Lausanne Ouchy egy svájci másodosztályú labdarúgócsapat. A klub hazai mérkőzéseinek helyét a 15 700 fő befogadására alkalmas Stade Olympique de la Pontaise adja. Az egyesület labdarúgó-szakosztályát 1901-ben alapították. 2019 óta a másodosztályban szerepelnek. A 2022–23-as szezonban egészen a harmadik helyig jutottak, ahol először a klub története során esélyt kaptak az első osztályba való feljutáshoz a Sion elleni osztályozó révén, amelyet meg is nyertek.

## Sikerek
Promotion League
- Feljutó (1): 2018–19

Challenge League
- Feljutó (1): 2022–23

## Játékoskeret
2023. február 2. szerint.
| #  |     | Poszt | Név                                           |
| -- | --- | ----- | --------------------------------------------- |
| 1  | SUI | K     | Dany da Silva                                 |
| 4  | SUI | V     | Lucas Pos                                     |
| 5  | KOS | V     | Lavdrim Hajrulahu                             |
| 6  | ANG | KP    | Giovani Bamba                                 |
| 8  | FRA | KP    | Romain Bayard                                 |
| 9  | FRA | CS    | Zachary Hadji                                 |
| 10 | KOS | KP    | Mergim Qarri                                  |
| 11 | FRA | KP    | Teddy Okou                                    |
| 12 | SUI | CS    | Yvan Alounga (kölcsönben a Luzern csapatától) |
| 17 | KOS | KP    | Alban Ajdini                                  |
| 18 | SUI | KP    | Liridon Mulaj                                 |
| 19 | SUI | K     | Niklas Steffen                                |

| #  |     | Poszt | Név                       |
| -- | --- | ----- | ------------------------- |
| 20 | SUI | CS    | Nathan Garcia             |
| 21 | SUI | V     | Linus Obexer              |
| 22 | SUI | V     | Marc Tsoungui             |
| 23 | FRA | V     | Rayan Kadima              |
| 24 | CIV | KP    | Edmond Akichi             |
| 26 | SUI | KP    | Theophilious Opoku-Mensah |
| 27 | SEN | V     | Lamine Gassama            |
| 29 | COM | V     | Abdallah Ali Mohamed      |
| 30 | SUI | K     | Tristan Zesiger           |
| 31 | FRA | CS    | Florian Danho             |
| 33 | KOS | V     | Rejan Thaçi               |
| 34 | IRN | KP    | Shaho Maroufi             |